# 土岐隼一 ラジオ“Time with You”
『土岐隼一 ラジオ"Time with You"』（ときしゅんいち ラジオ タイムズウィズユー）は、2019年4月3日から配信されているラジオ番組。パーソナリティは声優の土岐隼一。
番組開始から2025年3月27日まで超!A&G+で配信されていたが、超!A&G+のサービス終了に伴い、2025年4月10日より音泉にて隔週木曜日での配信が決定。 

## 配信概要
土岐隼一が、好きなものやことについて自由にじっくりと話していくラジオ番組。
パーソナリティ
土岐隼一
配信時間
- 音泉
  - 2025年4月10日 - 
    - 隔週木曜日 19:00 更新
- 超!A&G+
  - 2023年4月6日 - 2025年3月27日
    - 毎週木曜日 19:30 - 20:00

  - 2019年4月4日 - 2023年3月30日
    - 毎週木曜日 2:00 - 2:30（水曜日深夜）
    - リピート配信：毎週木曜日 14:00 - 14:30）

また、土岐のアーティストオフィシャルYouTubeチャンネルにて本配信終了後にアーカイブが公開されている。 

## コーナー
土岐、気になります!
リスナーが最近気になっていることや、やってみたいこと、トレンドなどの「気になるもの」を紹介する。
土岐、選びます!
リスナーから送られてきたお題と2択の選択肢から、土岐がどちら派か選ぶ。
また、ゲストが来た際には「〇〇（ゲスト名）、選びます!」と題して、ゲストがどちら派か選ぶこともある。
浜松町26時
深夜2時だからこそ“こっそり”話せるリスナーの秘密や他人には言っていない癖・行動などを紹介する。
ただし、配信時間の移動に伴い第208回（2023年3月30日配信分）をもって終了。
真夜中お仕事図鑑→週末お仕事図鑑
リスナーの勤めている仕事や学校の部活動、趣味などで身についた癖や特技、その仕事ならではの「あるある」を紹介する。
第118回（2021年7月8日）より開始し、放送時間移動後の第209回以降はコーナー名が「週末お仕事図鑑」に変更された。
また番外編として、採用されたメールの中で更に土岐が訊いてみたい追加情報を紹介する『お仕事図鑑P.S』や仕事や部活動で愛用している物を紹介する『お仕事愛用品』がある。
なお、配信媒体の移行に伴い第311回（2025年3月27日配信分）をもって終了。

## ゲスト
- 第37回（2019年12月26日）仲村宗悟
- 第38回（2020年01月2日）仲村宗悟
- 第100回（2021年03月4日）寺島惇太
- 第117回（2021年07月01日）石原夏織
- 第124回（2021年08月19日）ヒゲドライバー
- 第135回（2021年11月4日）TRD（近藤孝行、小野大輔）
- 第138回（2021年11月25日）RUCCA
- 第194回（2022年12月22日）・第195回（2022年12月29日）小林裕介
- 第213回（2023年05月4日）白井悠介
- 第214回（2023年05月11日）石井孝英
- 第225回（2023年08月3日）菊池勇成
- 第251回（2024年02月1日）mido（THE BINARY）
- 第253回（2024年02月15日）・第254回（2024年02月22日）石井孝英、山本和臣
- 第259回（2024年03月28日）古屋亜南、井上雄貴
- 第300回（2025年01月09日）松丸亮吾

## イベント
Shunichi Toki Xmas Special Event "The Party"（第1部『土岐隼一 ラジオ"Time with You"』公開録音）
2019年12月22日、北とぴあ・さくらホール
ゲスト：仲村宗悟
土岐隼一ラジオ"Time with You"番組イベント2023
2023年11月12日、高田馬場BSホール
ゲスト（第一部）：小林裕介
土岐隼一ラジオ"Time with You"番組イベント2024
2024年8月25日、雷5656会館ときわホール
ゲスト（第一部）：浦和希
土岐隼一ラジオ"Time with You"番組イベント2025
2025年8月3日、北沢タウンホール
ゲスト（第一部）：今井文也